# Alessio Rovera
Alessio Rovera, född den 22 juni 1995 i Varese är en italiensk racerförare.